# Cryptarcha strigata
Cryptarcha strigata är en skalbaggsart som först beskrevs av Fabricius 1787.  Cryptarcha strigata ingår i släktet Cryptarcha, och familjen glansbaggar. Enligt den finländska rödlistan är arten nära hotad i Finland. Arten är reproducerande i Sverige. Artens livsmiljö är naturlundskogar.